# Sinfonía n.º 80 (Haydn)

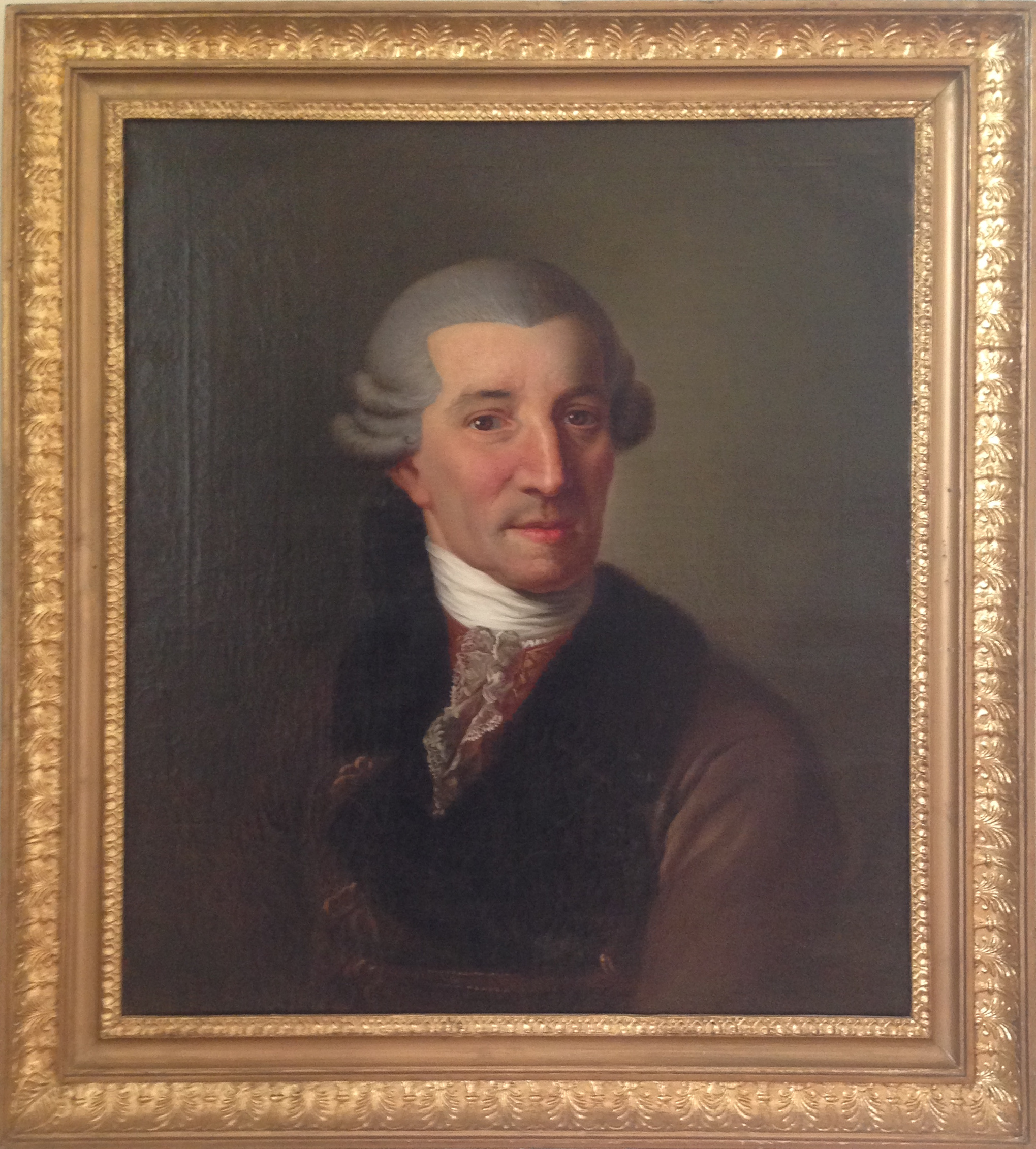
Haydn en 1785.

La Sinfonía n.º 80 en re menor, Hob. I:80 fue compuesta por Joseph Haydn en 1784.

## Historia
La producción sinfónica del maestro austríaco puede dividirse a grandes rasgos en tres bloques temporales: el primer bloque (1757-1761) se corresponde con su periodo al servicio del conde Carl von Morzin (n.º 1 - n.º 5); el segundo bloque en la corte Esterházy (1761-1790 pero con la última sinfonía para el público de Esterházy en 1781); y el tercer bloque (1782-1795) comprende las Sinfonías de París (n.º 82 - n.º 87) y las Sinfonías de Londres (n.º 93 - n.º 104). El 1 de mayo de 1761 el compositor firmó su contrato como vice-kapellmeister (más tarde kapellmeister) de la familia Esterházy, que nominalmente duró 48 años, hasta su muerte.
La composición de esta pieza se desarrolló en 1784. Forma parte del trío de Sinfonías n.º 79, 80 y 81. A diferencia de las tres anteriores (n.º 76, 77 y 78), que fueron escritas para un viaje a Londres, o de las seis siguientes (n.º 82 a 87), compuestas para París, se desconoce para qué ocasión se escribieron estas tres sinfonías. Haydn demuestra ser un experto muy hábil en composición que, además de sus amplias responsabilidades en la corte de Esterhàzy (y especialmente como kapellmeister durante este periodo), sabe satisfacer la demanda del mercado internacional. Según Reisig, es muy posible que estas tres obras fueran a coincidir con una gira prevista por Inglaterra. A pesar de que la prensa londinense había allanado el terreno, esta gira resultó ser prematura, si bien el retraso sólo sirvió para dar impulso a este triunfo final en la vida del compositor. Mientras tanto, este trío de piezas es una demostración más del compositor de mediana edad en su mejor momento.

## Instrumentación
La partitura está escrita para una orquesta formada por:
- Viento madera: 1 flauta, 2 oboes y 2 fagotes.
- Viento metal: 2 trompas.
- Cuerda: una sección de cuerdas con 2 violines, viola, violonchelo y contrabajo.

En cuanto a la participación del clavecín como bajo continuo en las sinfonías de Haydn existen diversas opiniones entre los estudiosos: James Webster se sitúa en contra; Hartmut Haenchen a favor; Jamie James en su artículo para The New York Times presenta diferentes posiciones por parte de Roy Goodman, Christopher Hogwood, H. C. Robbins Landon y James Webster. A partir de 2019 la mayor parte de las orquestas con instrumentos modernos no utiliza el clavecín como continuo. No obstante, existen grabaciones con clavecín en el bajo continuo realizadas por: Trevor Pinnock (Sturm und Drang Symphonies, Archiv, 1989-1990); Nikolaus Harnoncourt (n.º 6–8, Das Alte Werk, 1990); Sigiswald Kuijken (incluidas las Sinfonías de París y Londres; Virgin, 1988-1995); Roy Goodman (Ej. n.º 1-25, 70-78, 82-87; Hyperion, 2002).

## Estructura y análisis
La sinfonía consta de cuatro movimientos:
- I. Allegro spiritoso, en re menor 3
4
- II. Adagio, en si bemol mayor 2
2
- III. Menuet, en re menor – Trio, en re mayor 3
4
- IV. Finale. Presto, en re mayor 2
4

La interpretación de esta obra dura aproximadamente entre 20 y 25 minutos.

### I.Allegro spiritoso
El primer movimiento, Allegro spiritoso, está escrito en la tonalidad de re menor, en compás de 3/4 y sigue la forma sonata. Empieza con el tema en los violonchelos acompañado por trémolos de las cuerdas que evocan un intenso sentimiento al estilo Sturm und Drang. El segundo tema proporciona un instante en el relativo mayor y la música se vuelve más turbulenta y modula de nuevo. A continuación surge una coda exposicional que es un ritmo ligero con ritmos lombardos y está orquestada para flauta solista y primer violín con un acompañamiento de pizzicato del contrabajo. El desarrollo empieza con una extraña coda en la tonalidad lejana de re bemol mayor y lentamente sigue hasta alcanzar la mayor seguida por otra gran pausa. Luego el tema se repite de nuevo en la tonalidad relativa de fa mayor. Desde ahí, Haydn emborrona las líneas entre el desarrollo y la recapitulación como había hecho en anteriores sinfonías en modo menor. El primer tema reaparece en la tónica, pero sigue siendo parte del desarrollo. Cuando aparece el segundo tema en re mayor, es evidente que es de hecho la recapitulación y el movimiento vuelva a la tonalidad de partida con una extraña coda exposicional que cierra en re mayor. Haydn no marcó la segunda mitad del movimiento con signos de repetición.

### II.Adagio
El segundo movimiento, Adagio, está en si bemol mayor y en compás alla breve. El movimiento lento contiene restos de la tormentosidad del Allegro inicial, aunque hay algunos pasajes más oscuros hacia el final.

### III.Menuet– Trio
El tercer movimiento, Menuet – Trio, empieza en re menor que en el trío pasa a re mayor y el compás es 3/4. El minueto vuelve a la tónica con énfasis en fa mayor, como en el Allegro inicial. El trío emplea una derivación, casi al revés, del canto gregoriano incipit lamentatio, que ya había incluido en su Sinfonía n.º 26 "Lamentatione".

### IV.Finale.Presto
El cuarto y último movimiento, Finale. Presto, está en re mayor y el compás es 2/4. El Finale es una forma sonata, con ambas mitades marcadas con repeticiones. Hay muchas síncopas a lo largo del movimiento, particularmente entre las cuerdas cuando los primeros violines tocan corcheas por encima de los segundos violines y el resto de la orquesta.